# Reserva natural nacional del estuario de Guangxi Beilun
La Reserva natural nacional del estuario de Guangxi Beilun es una reserva natural situada al norte del río Beilun, un río transfronterizo entre Vietnam y China. La reserva se encuentra en la región autónoma de Guangxi, en la República Popular de China, en la región administrativa de la ciudad-prefectura de Fangchenggang. La reserva protege una zona que representa la continuación del estrecho manglar costero contiguo de China. También es sitio Ramsar número 1728, con 30 km2 en las coordenadas 21°35′N 108°09′E.

## Características
El sitio alberga quince especies de manglar, diez verdaderas y cinco asociadas. Dominan las especies Bruguiera gymnorhiza (unas 100 ha), Kandelia candel, Aegiceras corniculatum', Avicennia marina y Acanthus ilicifolius. La planta acuática marina dominante en la periferia es la Zostera marina. Hay 155 especies de fauna bentónica, 27 de peces, 213 de aves (145 migratorias) y unas 1400 especies de plantas superiores. Entre las especies amenazadas figuran el porrón de Baer, el correlimos cuchareta, la espátula menor, la garceta china, el pelícano oriental, la cerceta del Baikal, el águila imperial oriental, la gaviota de Saunders, el escribano herrumbroso y la pita ninfa.
La región tiene clima subtropical con una temperatura media anual de 22,3oC. Las precipitaciones medias anuales son de 2222,5 mm, con una media de 147,5 días de lluvia. 

## Manglar de Fangchenggang
Es el manglar más grande de China bajo protección. El manglar ocupa 14,14 km2 dentro de un área de estudio de 787 km2. En la bahía de Zhenhu hay granjas de perlas que ayudan a la sostenibilidad del proyecto. Las mareas suben hasta 3 metros, más profundidad que en la mayoría de zonas tropicales. En las zonas poco profundas del mar hay unos 3 km2 de Zostera japonica. A lo largo de la costa hay unas 19 aldeas que pertenecen a los cuatro pueblos de Dongxing, Jiangping, Jiangsan y Gangkou puerto.